# Зейтінлі-кею
Зейтінлі-кею (тур. Zeytinliköy) або Айі-Теодорі (грец. Άγιοι Θεόδωροι) — село на острові Гекчеада (Імврос) в провінції Чанаккале в Туреччині.
У селі є електрика і водопостачання. Працює відділення зв'язку та медичний пункт. Є початкова школа, але в останні роки вона не діяла. Економічна складова селища — тваринництво і сільське господарство.
Діє православний храм на честь Успіння Божої Матері  . Поблизу села зберігаються ще три населених пункти з переважаючим грецьким населенням: Бадемлі-кею (Глік), Дерекей (Схінуді), Тепекей (Агрідіа).
Щорічно, в серпні, своє рідне село відвідує патріарх Константинопольський Варфоломій I  .

## Населення
Населення селища в грудні 2012 року становила 112 осіб. Більшість населення - православні грецькі сім'ї, крім того, в селі проживає кілька турецьких сімей, які є сунітами .
| 1990 | 2000 | 2009 | 2011 | 2012 |
| ---- | ---- | ---- | ---- | ---- |
| 155  | 94   | 98   | 102  | 112  |

Етнічний склад  
| село                         | 1927 | 1927 | 1970 | 1970 | 1975 | 1975 | 1980 | 1980 | 1985 | 1985 | 1990 | 1990 | 1997 | 1997 | 2000 | 2000 |
| Зейтінлі-кёю / Святий Теодор | -    | -    | 30   | 507  | 15   | 369  | 36   | 235  | 72   | 162  | 25   | 130  | 12   | 82   | 12   | 76   |

## Відомі уродженці і жителі
- Апостол (Христодулу) (1856-1917) - митрополит Серрскій.
- Варфоломій (Арходоніс) (нар. 1940) - патріарх Константинопольський.
- Яків (Кукузіс) (1911-2005) - архієпископ Американський.
- Меледзіс, Спірос (1906-2003) - грецький фотограф.